# Santa Catalina (Coamo)
Santa Catalina es un barrio ubicado en el municipio de Coamo en el estado libre asociado de Puerto Rico. En el Censo de 2010 tenía una población de 1788 habitantes y una densidad poblacional de 67,12 personas por km².

## Geografía
Santa Catalina se encuentra ubicado en las coordenadas 18°6′4″N 66°24′20″O / 18.10111, -66.40556. Según la Oficina del Censo de los Estados Unidos, Santa Catalina tiene una superficie total de 26.64 km², que corresponden a tierra firme.

## Demografía
Según el censo de 2010, había 1788 personas residiendo en Santa Catalina. La densidad de población era de 67,12 hab./km². De los 1788 habitantes, Santa Catalina estaba compuesto por el 80.48% blancos, el 5.65% eran afroamericanos, el 0.62% eran amerindios, el 9.68% eran de otras razas y el 3.58% pertenecían a dos o más razas. Del total de la población el 98.99% eran hispanos o latinos de cualquier raza.